# Équation de Kadomtsev-Petviashvili

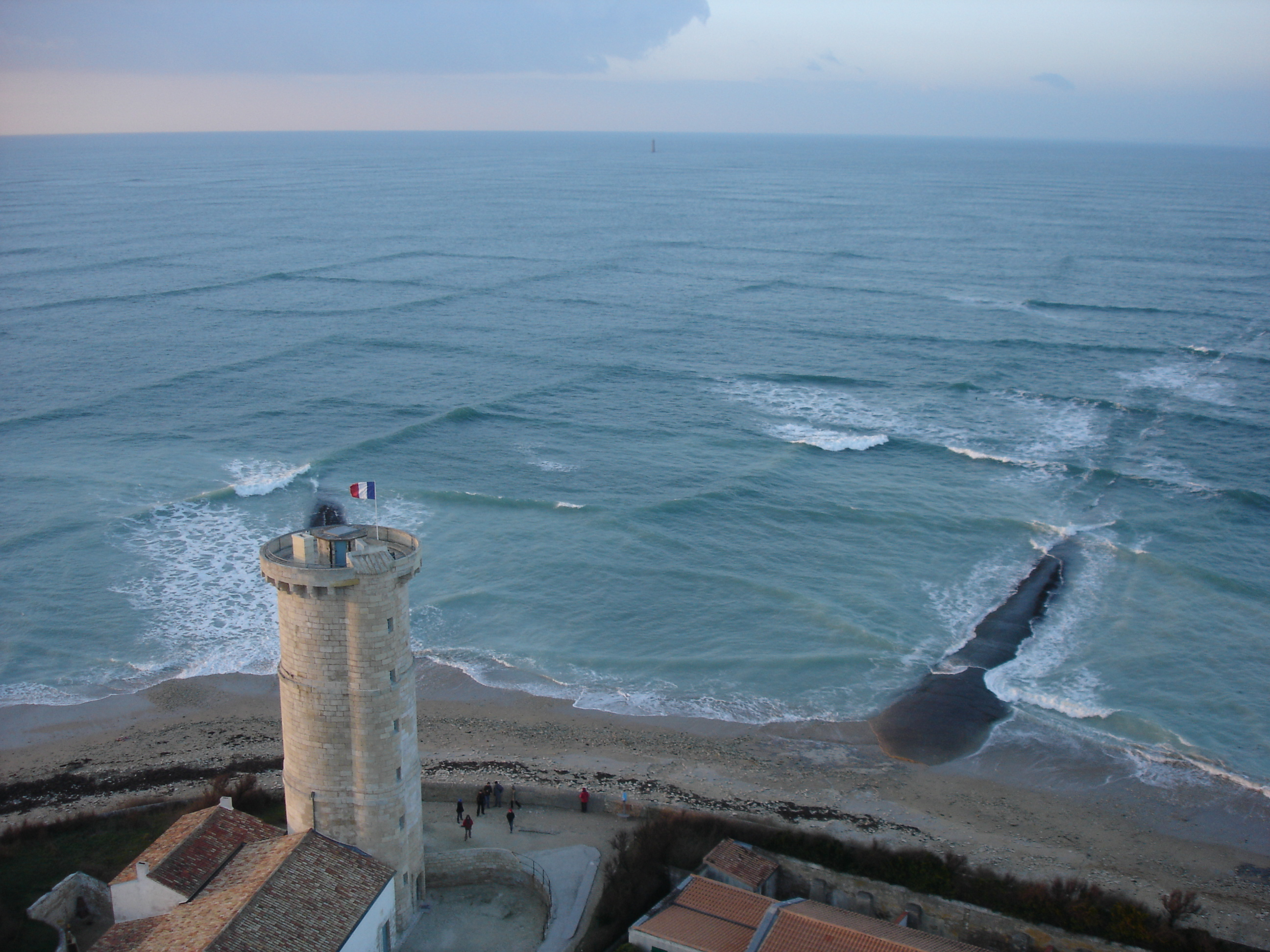
Mer croisée, constituées de trains d'ondes quasi-cnoïdales. Photo prise du phare des baleines à la pointe ouest de l'île de Ré dans l'océan Atlantique. L'interaction de ces quasi-solitons en eau peu profonde peut être modélisée par l'équation de Kadomtsev-Petviashvili.

En mathématiques et en physique, l'équation de Kadomtsev-Petviashvili (souvent abrégée en équation KP) est une équation aux dérivées partielles qui décrit les mouvements ondulatoires non linéaires. Baptisée d'après Boris Borisovich Kadomtsev et Vladimir Iosifovich Petviashvili, l'équation KP est généralement écrite sous la forme{\displaystyle \displaystyle \partial _{x}(\partial _{t}u+u\partial _{x}u+\epsilon ^{2}\partial _{xxx}u)+\lambda \partial _{yy}u=0}avec {\displaystyle \lambda =\pm 1}. La forme ci-dessus montre que l'équation KP est une généralisation en deux dimensions d'espace, x et y, de l'équation unidimensionnelle de Korteweg-de Vries (KdV). Pour avoir une signification physique, la direction de propagation des ondes ne doit pas être trop éloignée de la direction x, c'est-à-dire que les solutions doivent avoir des variations lentes dans la direction y.
Comme l'équation KdV, l'équation KP est complètement intégrable,,,,. Elle peut également être résolue en utilisant la transformée de diffusion inverse (en), un peu comme l'équation de Schrödinger non linéaire (en).
En 2002, la version régularisée de l'équation KP, naturellement appelée équation de Benjamin-Bona (en)-Mahony-Kadomtsev-Petviashvili (ou simplement l'équation BBM-KP) a été introduite comme modèle pour les vagues longues de faible amplitude en eau peu profonde qui se déplacent principalement dans la direction x dans l'espace 2+1 :
{\displaystyle \displaystyle \partial _{x}(\partial _{t}u+u\partial _{x}u+\epsilon ^{2}\partial _{xxt}u)+\lambda \partial _{yy}u=0}
avec {\displaystyle \lambda =\pm 1} . L'équation BBM-KP fournit une alternative à l'équation KP habituelle, de la même manière que l'équation Benjamin-Bona-Mahony (en) est liée à l'équation classique de Korteweg-de Vries, car la relation de dispersion linéarisée de l'équation BBM-KP est une bonne approximation de celle de KP mais ne présente pas de comportement limite indésirable lorsque la variable de Fourier duale de x diverge vers {\displaystyle \pm \infty }.

## Histoire

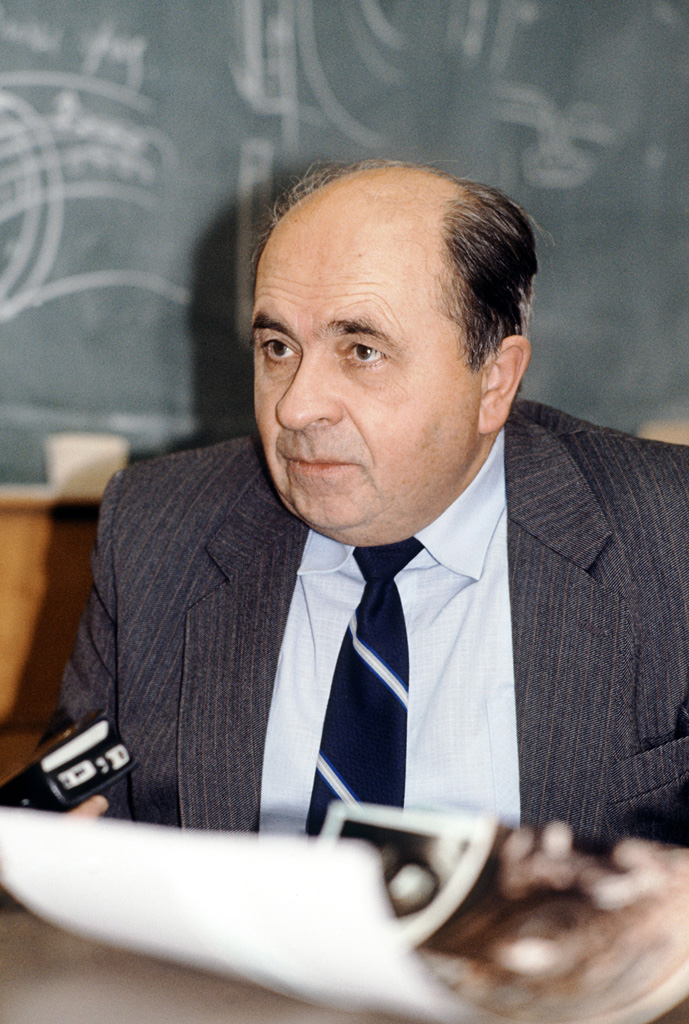
Boris Kadomtsev.

L'équation KP a été écrite pour la première fois en 1970 par les physiciens soviétiques Boris B. Kadomtsev (1928-1998) et Vladimir I. Petviashvili (1936-1993). Elle provient d'une volonté de généralisation naturelle de l'équation KdV (écrite par Korteweg et de Vries en 1895). Alors que dans l'équation KdV les ondes sont strictement unidimensionnelles, cette contrainte est assouplie dans l'équation KP. Cependant, que ce soit dans l'équation KdV ou dans l'équation KP, les ondes doivent se déplacer dans la direction de x positive.

## Liens avec la physique
L'équation KP peut être utilisée pour modéliser des vagues dans l'eau ayant une grande longueur d'onde et soumises à des forces de rappel faiblement non linéaires et à une dispersion de fréquence (en). Si la tension superficielle est faible par rapport aux forces gravitationnelles, la valeur {\displaystyle \lambda =+1} est utilisée ; si la tension superficielle est forte, on prend {\displaystyle \lambda =-1}. Vu que les termes en x et y ont des rôles asymétriques dans l'équation, les ondes décrites par l'équation KP se comportent différemment dans la direction de propagation (x) et dans la direction transversale (y) ; les oscillations dans la direction y ont tendance à être plus douces (à être de petite déviation).
L'équation KP peut également être utilisée pour modéliser les ondes dans les milieux ferromagnétiques, ainsi que les impulsions bidimensionnelles d'ondes de matière dans les condensats de Bose-Einstein.

## Comportement limite
Pour {\displaystyle \epsilon \ll 1}, les oscillations typiques dépendant de x ont une longueur d'onde de l'ordre de {\displaystyle O(1/\epsilon )}, ce qui donne un régime limite singulier lorsque {\displaystyle \epsilon \rightarrow 0} . La limite {\displaystyle \epsilon \rightarrow 0} est appelée la limite sans dispersion (en),,.
Si l'on suppose également que les solutions sont indépendantes de y lorsque {\displaystyle \epsilon \rightarrow 0}, alors elles sont aussi solutions de l'équation de Burgers non visqueuse :
{\displaystyle \displaystyle \partial _{t}u+u\partial _{x}u=0.}
On suppose que l'amplitude des oscillations d'une solution est asymptotiquement petite — en {\displaystyle O(\epsilon )} — dans la limite sans dispersion. Alors l'amplitude satisfait à une équation de champ moyen à la Davey-Stewartson (en).